# My Love Is Your Love (singolo)
My Love Is Your Love è un singolo del 1999 della cantante statunitense Whitney Houston, terzo singolo estratto dall'album omonimo.
Nel 2014 si è ispirato al brano Duke Dumont per I Got U.

## Tracce
1. "My Love Is Your Love" (Album Version)
2. "My Love Is Your Love" (Wyclef Remix Featuring Dyme)
3. "My Love Is Your Love" (Kcc's Release The Love Groove)
4. "My Love Is Your Love" (Thunderpuss 2000 Club Mix)
5. "My Love Is Your Love" (Jonathan Peters' Vocal Club Mix)

## EU Maxi CD
1. "My Love Is Your Love" (Radio Edit) - (4:03)
2. "My Love Is Your Love" (Wyclef Mix) - (4:23)
3. "My Love Is Your Love" (Salaam Remi Remix) - (4:12)
4. "It's Not Right but It's Okay" (KCC's Release The Love Groove Bootleg Mix) - (7:04)